# 싸이버원
싸이버원(CyberOne Co. Ltd.)은 대한민국의 정보보안 기업이다. 본사는 서울특별시 서초구 방배2동 효령로 39에 위치해 있으며 대표이사는 육동현이다.

## 역사
인젠시큐리티서비스에서 현재의 사명으로 변경하였다. 

## 상장
2021년 3월 11일에 주관사를 키움증권으로 공모가 9,500원에 코스닥 시장에 상장하였다.

## 같이 보기
- 케이사인
- 수산아이앤티
- 샌즈랩

## 참고문헌
1. ↑  아스트론시큐리티·싸이버원, 클라우드 기반 보안관제서비스 강화 위한 MOU 체결, 머니투데이, 2023년 12월 13일
2. ↑  아스트론시큐리티-싸이버원, 클라우드 기반 보안 관제 강화 MOU, 뉴스1, 2023년 12월 13일
3. ↑  싸이버원, '성장 기반을 다지는 중' Not Rated - 키움증권, 뉴스핌, 2023년 12월 19일